# Michael Guido
Michael Guido (* 13. Januar 1950 in New York City, New York) ist ein US-amerikanischer Schauspieler.

## Biografie
Guidos erster Filmauftritt ist bis heute auch sein bekanntester: Im Kassenschlager Kevin – Allein zu Haus schlüpfte er 1990 in die Rolle des Snakes, eines Gläubigers, der versucht, von seinem Schuldner Johnny (gespielt von Ralph Foody) Geld einzutreiben und von diesem dann erschossen wird. Die Szene wurde in schwarz-weiß gedreht und ist eine Parodie auf eine Szene in dem 1938 erschienenen Gangsterfilm Chicago – Engel mit schmutzigen Gesichtern. 
In der Fernsehserie All My Children übernahm Guido 1990 und erneut 1993 in zwei Folgen die Rolle des Detective Berniker. In dem 1998 erschienenen Action-Thriller Auf der Jagd war er als abgelenkter Fahrer besetzt. Die Nebenfigur des Mendel spielte er in dem Mystery-Horror-Thriller The Watcher aus dem Jahr 2000. Eine größere Rolle hatte er in dem 2002 anlaufenden Filmdrama Joshua, wo er als Aaron zu sehen war. In den Folgejahren war Guido dann meist wieder in kleineren Rollen besetzt, so auch in dem 2009 erschienenen Gangsterfilm Chicago Overcoat, wo er Frank Salerno verkörperte.

## Filmografie

### Spielfilme
- 1990: Kevin – Allein zu Haus (Home Alone)
- 1998: Auf der Jagd (U.S. Marshals)
- 2000: The Watcher
- 2002: Joshua
- 2008: The Devil’s Dominoes
- 2009: Chicago Overcoat
- 2010: A Girl Named Clyde

### Fernsehen
- 1990 und 1993: All My Children
- 1994: Missing Persons
- 1998: Cupid
- 1999: Allein gegen die Zukunft (Early Edition)